# Luol
Der Luol (im Mittel- und Oberlauf: Oize) ist ein Fluss in Frankreich, der im Département Ardèche in der Region Auvergne-Rhône-Alpes verläuft. Er entspringt im Regionalen Naturpark Monts d’Ardèche, beim Col de la Fayolle, im Gemeindegebiet von Gourdon, entwässert generell in südlicher Richtung durch ein schwach besiedeltes Gebiet und mündet nach rund 19 Kilometern im Gemeindegebiet von Saint-Privat als linker Nebenfluss in die Ardèche. Die meiste Zeit des Jahres ist der Luol trocken.

## Orte am Fluss
- Saint-Andéol-de-Vals
- Saint-Julien-du-Serre
- Saint-Privat